# Grønalger
Grønalger (Chlorophyta) er en gruppe af alger, som de højere planter nedstammer fra. Der findes mindst ca. 7.000 forskelligearter af grønalger. Grønalgerne omfatter encellede og kolonidannende flagellater, ofte med to flageller pr. celle, men også flere andre kolonidannende, kugleformede og tråddannende former. Hos Charales, som er den gruppe, der er tættest beslægtede med de højere planter, forekommer der arter med klart adskilte vævstyper.
Nogle organismer benytter sig af grønalger til at skaffe sig fotosyntese. Grønkornene hos f.eks. Euglena og Chlorarachniofytterne er skaffet ved, at de har ædt grønalger uden at fordøje deres grønkorn, hvad man bl.a. kan se af, at den sidstnævnte gruppe har bevaret rester af algernes cellekerne (nukleomorf). Nogle arter af grønalger, særligt slægterne Trebouxia og Pseudotrebouxia (Trebouxiophyceae), kan opbygge symbiotiske forhold til svampe, sådan at de tilsammen danner laver. I almindelighed kan svampearten af en lav ikke leve selvstændigt, mens algearten ofte findes frit levende uden svampen.

## Celleopbygning
Næsten alle former har grønkorn, som indeholder klorofyltyperne a og b. Det giver dem den klare, grønne farve, men de rummer også de tilhørende farvestoffer som betakaroten og xantofyl, og har stakkede tylakoider.
Alle grønalger har mitokondrier. Hvis de har flageller, er de typisk fæstnet med et korsformet system af mikrotubuler. Disse organer mangler hos de højere planter og hos charophytes. Flageller bruges til at bevæge organismen. Grønalger har oftest cellevægge af cellulose, og de gennemfører en åben mitose uden centrioler.

## Oprindelse
Grønalgernes grønkorn er afgrænset af en dobbeltmembran, så muligvis fik de dem direkte fra et endosymbiotisk fællesskab med cyanobakterier. Visse cyanobakterier har en tilsvarende pigmentering, men blandingen ser ud til at være opstået mere end én gang, og grønalgernes grønkorn anses ikke længere for at være nært beslægtede med disse fritlevende former. I stedet ser det ud til, at grønalgerne har en fælles oprindelse med rødalgerne.

## Klassificering
Grønalger bliver ofte klassificeret sammen med deres efterkommere blandt de højere planter (Viridiplantae eller Chlorobionta). De grønne planter danner sammen med rødalger og blågrønalger overgruppen Primoplantae, der også kan hedde Archaeplastida eller bare Plantae i bred forstand.
Klassifikationssystemer, som omfatter riget Protista, kan lade grønalgerne tilhøre Protista eller Plantae.
| Klasser |

- Bryopsidophyceae Bessey
- Chlorophyceae Wille
- Pedinophyceae Moestrup
- Prasinophyceae T. A. Chr. ex Ø. Moestrup & J. Throndsen
- Trebouxiophyceae T. Friedl
- Ulvophyceae K. R. Mattox & K. D. Stewart
- Caryopoceae Jerry

Ordenerne uden for Chlorophyta grupperes ofte sammen i divisionen Charophyta, som danner stamform for de højere planter, sådan at de tilsammen danner Streptophyta. Af og til bliver Charophyta begrænset til kun at rumme Charales, og så har man en division, Gamophyta, der omfatter Zygnematales og Desmidiales. I ældre systemer kan Chlorophyta omfatte alle grønalger.
En af de mest primitive grønalger er flagellaten Mesostigma, selv om det ikke står klart, om den skal betragtes som en søster til alle andre grønalger, eller om den er ét af de mere tidlige medlemmer af Streptophyta.

## Formering
Grønalger er eukaryotiske organismer, som har en livscyklus bestående af skiftevise generationer. Formeringen varierer fra sammensmeltning af identiske celler (isogami) til befrugtning af en stor, ubevægelig celle ved hjælp af en mindre, bevægelig celle (oogami). Men selv disse træk viser variationer, særligt blandt de tidlige grønalger, prasinofytterne.
Haploide algeceller (der kun indeholder én streng af artens DNA) kan smelte sammen med andre haploide celler, så der opstår diploide zygoter. Når de tråddannende alger gør dette, dannes der broer mellem cellerne, og der kan opstå tomme cellevægge, som let kan ses under mikroskop. Den proces kaldes conjugation.
Arter af Ulva formerer sig på den måde, at den diploide, vegetative fase udfører meiosen og frigiver haploide zoosporer, der spirer, vokser op og danner en haploid fase, der skiftes med den vegetative fase.